# Багачеве (село)
Багаче́ве — село в Україні, у Великомихайлівській селищній громаді Роздільнянського району Одеської області. Населення становить 61 особу.
До 17 липня 2020 року було підпорядковане Великомихайлівському району, який був ліквідований.

## Населення
Згідно з переписом 1989 року населення села становило 81 особа, з яких 38 чоловіків та 43 жінки.
За переписом населення 2001 року в селі мешкала 61 особа.

### Мова
Розподіл населення за рідною мовою за даними перепису 2001 року:
| Мова       | Відсоток |
| ---------- | -------- |
| українська | 96,72 %  |
| російська  | 1,64 %   |
| молдовська | 1,64 %   |